# 情報番組
情報番組（じょうほうばんぐみ）とは、何らかの情報を提供することを目的としたテレビ・ラジオの番組の一種、およびワイドショーの別称。

## 概要
日本のテレビ局において、1990年代前半では「情報番組」は「生活情報番組」およびニュースとワイドショーを合わせた「朝の情報番組」を指していた。朝の情報番組はワイドショーを制作している部署が番組を制作しているため、報道局報道部が番組制作している「報道」とは別ジャンルとして扱われてきた。そのため、番組の中では「ニュース」という呼称が使えなかった。
しかし、1999年からワイドショーの報道化が進んだ一方で2000年以降ニュース番組が従来ワイドショーで扱ってきたソフト・ニュースも扱うようになり、夕方のニュース番組を「情報番組」と呼ぶようになった。
情報番組は以下のように幾つかにカテゴライズされている。
- ワイドショー
- 早朝・朝枠の情報番組
- 夕方枠の情報番組
- 生活情報番組
- ランキング番組
- ローカルワイド、地域情報番組
- その他、バラエティ番組と融合させた「情報バラエティ」というカテゴリもある。